# North Richmond, New South Wales
North Richmond este o suburbie în Sydney, Australia.